# Lolol
Lolol é uma comuna da província de Colchagua, localizada na Região de O'Higgins, Chile. Possui uma área de 596,9 km² e uma população de 6.191 habitantes (2002).